# Révolte de 2011 au Burkina Faso
La révolte de 2011 au Burkina Faso commence le 22 février 2011, à la suite de la mort suspecte d’un élève (Justin Zongo) battu par des policiers de Koudougou. Les manifestations, demandant une enquête sur sa mort et réclamant la fin de l’impunité pour les violences policières, sont réprimées dans le sang en février, et s’amplifient en émeutes au mois de mars. En avril, de nombreuses mutineries éclatent dans les forces de l’ordre, armée et CRS. En mai, la contestation se maintient de façon diffuse.
La révolte, ou les révoltes simultanées, ont des points communs avec les révolutions arabes, : la mort d’un jeune comme élément déclencheur, dans un contexte de misère populaire et de pouvoir autoritaire qui ne se renouvelle pas ; le slogan « Dégage ! » ; le favoritisme qui gangrène la société. Mais, au contraire des révolutions arabes, les différentes contestations restent dispersées, et ne se rassemblent pas en un mouvement unitaire,, comme en témoigne la manifestation du 1er mai, les partis d’opposition étant trop faibles pour agréger ces différentes cohortes de mécontents.

## Contexte
Les violences policières et les meurtres d’opposants au président Blaise Compaoré scandent les décennies 1990 et 2000 : Dabo Boukary en 1990 ; deux élèves en 1995 ; Flavien Nébié, élève en classe de CM2, 12 ans, en 2000 . Tous étaient militants ou manifestants. Le Burkina connaît aussi des mouvements d’émeutes : en 1998, en 2006 avec l'arrestation de certains étudiants à la suite d'une conférence de presse à l'université de Ouaga, en 2008 contre la vie chère. Alors que le monde arabe est secoué par une vague de protestations et de révolutions, le syndicat des avocats dénonce le 3 février 2011 le laxisme de l’État face aux abus policiers, trois ans après la grève massive de l’université de Ouagadougou (juin 2008), qui s’était soldée par une reprise en main brutale de l’université par le pouvoir : suppression de toutes les prestations sociales étudiantes (bourses, restauration, résidences universitaires vidées en deux jours) après tirs à balles réelles sur les étudiants.
Régulièrement, des étudiants sont assassinés sans que leur mort soit élucidée. Le Burkina Faso est très pauvre : 80 % de la population vit avec moins de 2 dollars par jour. Récemment, il a encore été appauvri par le retour de 500 000 travailleurs qui travaillaient en Côte d’Ivoire et qui ont fui la guerre entre partisans d’Alassanne Ouattara et ceux de Laurent Gbagbo. Ils ne font plus de transferts de fonds et ne trouvent pas de travail au Burkina.
Enfin, bien que le président Compaoré soit apprécié car il assure une certaine paix civile, l’enrichissement de sa famille et la corruption entament de plus en plus sa popularité. Son projet de modification de l’article 37 de la Constitution afin de lui permettre d’être réélu indéfiniment provoque également un fort mécontentement.

## Le début de la révolte en février
La mort de Justin Zongo, élève de Koudougou, apparemment lynché par les policiers dans le poste de police de Koudougou, est l’élément déclencheur de la révolte. La jeunesse se soulève à partir du 21 février, après sa mort. Cette affaire succède à plusieurs cas similaires,. La  police affirme qu’il est mort d’une méningite et réprime en tirant sur les manifestants, qui incendient le gouvernorat de la province,. Les manifestations des élèves se succèdent du 22 au 24 février, soutenues par les commerçants et les ouvriers. Très rapidement, la répression déterminée fait sept morts.
Le 28 février, la révolte s’étend avec la mise à sac des commissariats de Koudougou, Réo et Léo (dans cette dernière localité, les manifestants délaissent la gendarmerie, les gendarmes jouissant d’une certaine estime). Des émeutes ont aussi lieu à Poa, Ouahigouya, et à la capitale Ouagadougou.

## Reprise de la contestation en mars

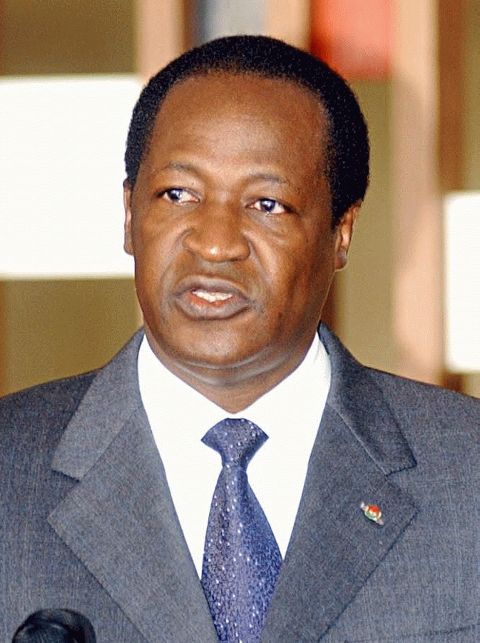
Blaise Compaoré, président du Burkina Faso de 1987 à 2014.

Le mouvement de contestation connaît une pause début mars, avec le Festival panafricain du cinéma et de la télévision de Ouagadougou (Fespaco) et des annonces, limogeage de responsables de la région et ouvertures d’enquête.
Mais dès le Fespaco achevé, les manifestations reprennent. Le 7 mars, ce sont les commissariats de Koupéla, Yako, Pouytenga, Gourcy, Dori qui sont incendiés, et des manifestations ont également lieu à Bobo-Dioulasso, Koudougou, Fada N'Gourma, Tenkodogo, Pô, Léo et à Gaoua,, où un élève est tué.
Le 9 mars, la manifestation à Ouahigouya met à sac les administrations, le siège local du CDP (parti au pouvoir), la résidence du gouverneur, tous les locaux de police, le conseil régional, la mairie, la douane, le palais de Justice. Seule la prison n’est pas prise d’assaut ; à Diapaga, le commissariat et le gouvernorat sont incendiés, des affrontements ont lieu entre manifestants et policiers à Bogandé et Fada N’Gourma, d’autres manifestations ont lieu à Boussé, Ziniaré et à Manga.
Les six morts sont quatre élèves, un policier lynché après la mort d’un élève, et un passant tué par la police.
Le principal syndicat étudiant, l'Union générale des Étudiants burkinabè (UGEB) à travers sa section nationale de la ville de Ouagadougou à savoir l’Association nationale des Étudiants burkinabés (ANEB/ Ouaga), tente d’organiser le mouvement contestataire et appelle à une marche le 11 mars à Ouagadougou. Cette manifestation a lieu dans une ville quadrillée par les forces de l’ordre et reste pacifique jusqu’à l’intervention de la police qui la disperse violemment, tuant un enfant par un tir à la tête et blessant au moins neuf manifestants. À la suite de cela, l’ANEB appelle à une grève de 72 heures. La résidence du gouverneur de Ouahigouya est incendiée le 11.
La première déclaration du chef de l’État a lieu le 14 mars, dans laquelle il stigmatise les manifestations qui seraient manipulées par l’opposition, qui comploterait pour prendre le pouvoir par la violence, et considère l’ANEB comme irresponsable.
Le championnat de football national est suspendu par la Fédération burkinabé de football à partir du 19 mars, à la suite de ces émeutes.
La coalition nationale de lutte contre la vie chère lance, le 19 mars, un appel à une journée de lutte le 8 avril, pour la justice et la vérité sur l’affaire de la mort de Justin Zongo à Koudougou, sur celle de Norbert Zongo, et sur celles de bien d’autres opposants ou morts suspectes. La manifestation demandera également les libertés d’expression et de manifestation, la fin de la torture et des zones rouges. Du côté social, Tolé Sagnon exige la suppression de taxes et une hausse des revenus dépendants de l’État.
Dans la nuit du 22 au 23 mars 2011, des militaires mécontents d'une décision de justice, qui condamne cinq militaires à la prison pour une rixe avec des civils, prennent les armes à Ouagadougou. Ils libèrent les militaires détenus à la MACO (maison d'arrêt et de correction de Ouagadougou). Les premiers tirs débutent le 22 mars vers 20 h et se poursuivent toute la nuit. Les rafales de kalachnikovs se font entendre et les magasins et stations d'essence sont pillés par les militaires, ; les tirs tuent une jeune fille de 15 ans et font douze blessés. Au réveil, le 23 mars, le calme revenu, les commerçants ouagalais, dont les boutiques ont été endommagées durant la nuit, bloquent les rues et entament des manifestations, faisant craindre un nouveau déploiement des forces militaires, notamment sur l'avenue Kwamé N'Kruma et le rond-point des Nations-Unies. Des militaires se mutinent dans tout le pays et dans la nuit du 28 au 29 mars, des militaires agressent le maire de Ouagadougou, Simon Compaoré, qui s'en tire sans grave blessure.

## Extension des mouvements en avril
Le 30 mars, un couvre-feu est décrété de 21 à 6 heures du matin, qui permet de ramener le calme, même si le 31 mars à Tenkodogo, les élèves incendient le Haut-commissariat et le Gouvernorat, le siège du Congrès pour la démocratie et le progrès, parti au pouvoir, et les résidences de deux ministres, Alain Bédouma Yoda et Marie-Odile Bonkoungou.
La contestation militaire est désamorcée par la libération des condamnés, ce qui provoque les protestations de la magistrature, en grève du 24 mars au 10 avril,. Le couvre-feu est levé le 3, même si l'opposition continue à réclamer le départ du président Blaise Compaoré et qu’entre 10 000 et des dizaines de milliers de personnes manifestent contre la vie chère et pour la justice dans l’affaire Justin Zongo le 8 avril,,.
Le 13 avril, une grève éclate dans l’enseignement, à l’appel du Syndicat national des enseignants du secondaire et du supérieur (SNESS) et le Syndicat national des travailleurs de l’éducation et de la recherche (SYNTER), pour obtenir des augmentations de salaire promises depuis cinq ans. Elle est très suivie,.
Une nouvelle mutinerie éclate jeudi 14 avril : ce sont les soldats du régiment de la garde présidentielle qui réclament le paiement d’indemnités non-versées et le départ de leur commandant. Les soldats mettent à sac le logement de Gilbert Diendiéré, chef d'état-major particulier du président. Puis, rejoints par des soldats de trois casernes de Ouagadougou, ils pillent des commerces en centre-ville. Le président Blaise Campaoré prend la fuite dans la nuit, d’abord dans l’ancien palais présidentiel à Ouagadougou, puis à Ziniaré,. Les négociations entamées le lendemain, vendredi 15 avril, permettent de satisfaire les revendications des soldats. Dans la soirée du 15 avril, le chef d’état-major général des armées et le chef de la garde présidentielle sont changés, et le gouvernement Tertius Zongo est dissous.
Malgré ces mesures, l’agitation perdure : les 16 et 17 avril, de nouvelles mutineries éclatent à Pô et Tenkodogo, puis à Kaya le 17. Les militaires pillent des commerces à Kaya, et saccagent les domiciles des officiers chef de corps et de région militaire. En riposte aux pillages de leurs boutiques par les militaires, les commerçants de Ouagadougou pillent eux aussi des bâtiments publics de la capitale, le samedi 16 avril. Si le calme revient dans les casernes de province le matin du lundi 18, les étudiants de Koudougou relancent leur mouvement et, lors d'une manifestation, brûlent le siège du Congrès pour la démocratie et le progrès (CDP), la résidence de l’ex-Premier ministre et d’autres bâtiments. Dans la nuit, c’est la résidence d’un chef du parti d’opposition, l’UNDD, qui est visée par des incendiaires du parti au pouvoir. Le même jour, une autre mutinerie éclate à Ouagadougou. Le bilan humain du week-end est de 45 blessés au moins. Un couvre-feu est imposé, de 19 heures à 6 heures du matin.

## Nouveau gouvernement, nouvelles manifestations
Le 18 avril, le président Compaoré nomme Beyon Luc-Adolphe Tiao premier ministre. Le gouvernement Luc-Adolphe Tiao, formé le 21 avril, est constitué de fidèles du régime : seize des vingt-neuf ministres étaient déjà membres du précédent cabinet, et plusieurs autres avaient déjà été ministres sous Compaoré. Conséquence des mutineries, le président, qui s’attribue le ministère de la Défense, renouvelle toute la chaîne de commandement au sein de l’armée et nomme le général Honoré Traoré chef d’état major des armées. Le gouvernement baisse quelques taxes ou subventionne des produits de consommation courante (à partir du 9 mai et pour trois mois), et promet que justice sera rendue rapidement dans les dossiers de Justin Zongo et des élèves tués pendant les manifestations récentes (Koudougou, Gaoua) ou plus anciennes (Piéla),. Des grèves dans les mines d'or de Taparko et d'Inata, puis à Kalsaka.
Mais ces annonces ne résolvent pas le malaise social. Le 27 avril, les commerçants de Koudougou manifestent contre la fermeture d’une cinquantaine de boutiques ayant de trop grands arriérés de taxes locales. Rejointe par les jeunes de la ville, la manifestation incendie la maison du maire et le commissariat de police municipale. Une coalition des 34 partis d’opposition appellent à manifester le samedi 30 avril.
Le soir du 27 avril, ce sont les Compagnies républicaines de sécurité qui se mutinent à Ouagadougou, Bobo-Dioulasso, Fada N’Gourma, Pô, Manga et Dédougou,. Des tirs en l'air reprennent jeudi matin au camp des CRS de Ouagadougou, au commissariat central de la capitale, et dans d’autres villes. Plusieurs personnes sont blessées par ces tirs : une jeune fille est blessée à Manga et le maire de Binde.
Le 29 avril, les négociations avec les militaires réussissent. Mais le front social reste ouvert, avec une manifestation de plusieurs centaines de jeunes devant le commissariat de Manga, en solidarité avec la jeune fille blessée la veille. Les tirs de la police font dix blessés, le commissariat est incendié,,. Dès le vendredi midi, le gouvernement fait couper les services d’envoi de SMS en prévision de la manifestation du lendemain.
Le lendemain, la manifestation à Ouagadougou contre la vie chère et le régime de Compaoré rassemble plus d'un millier de personnes. Elle se déroule sans incidents, la police s’étant retirée. Le lendemain 1er mai, la manifestation prévue a été annulée, les syndicats se contentant de remettre une liste de revendications au gouvernement,.
Un début de satisfaction est apporté aux revendications de l'ANEB, avec la dissolution de la police spéciale des universités,. La contestation des scolaires se maintient cependant à un niveau assez important pour des manifestations et des grèves, le 5 mai, à Ouagadougou et Ouahigouya. Une manifestation de milliers de femmes a lieu le 14 mai à Ouagadougou.
Les enseignants du ministère de l’Éducation nationale émettent des revendications (salaires, effectifs des classes) et se mettent en grève illimitée à partir du lundi 23 mai. Le mouvement est soutenu par les élèves et les étudiants, qui s’attaquent au ministère de l’Éducation nationale le 23 mai. Le lendemain, des affrontements violents entre grévistes et non-grévistes, et à Gaoua, où les élèves incendient le siège du CDP et la villa de Blaise Compaoré, et saccagent la direction régionale de l'enseignement secondaire. Cette grève s’interrompt le 27 mai, les négociations ayant abouti à l’octroi d’une prime pour les enseignants ruraux, et les cours reprennent le 30 mai. Enfin, le 27 mai également, l’enquête sur la mort de Justin Zongo aboutit à l’inculpation de huit personnes, dont cinq sont emprisonnées.
Les boulangers annoncent une grève générale de 48 heures à partir du 2 juin, pour des revendications salariales et sur les conditions de travail.
La contestation des militaires continue en sourdine jusqu'au début du mois de juin : de multiples mutineries, marquées par des tirs nocturnes au sein des casernes, éclatent : au centre commando de Pô le 15 mai, les militaires n’ayant pas perçu les primes promises le mois précédent ; puis la Garde nationale de Ouagadougou entre en « mutinerie » le 23 mai au soir ; les militaires de Kaya, Tenkodogo et Dori le 29 mai, rejoints par ceux de Dédougou et Koupéla et les gendarmes de Tenkodogo, Bagré et Garango le 30 mai, faisant quatre nouveaux blessés. À Bobo Dioulasso la révolte des militaires du camp Ouezzin Coulibaly  dure du 31 mai au 3 juin. Les engagés, rejoints par des soldats d'autres unités ou retraités, tirent au canon, pillent des commerces, et blessent plusieurs personnes) provoque une manifestation des commerçants qui saccagent la mairie le 2 juin. Le régiment de sécurité présidentielle (RSP), le régiment para-commando de Dédougou (RPC) et des éléments de la Gendarmerie nationale interviennent pour mater la mutinerie et six soldats sont tués. Chez les civils, la semaine de mutinerie a tué une jeune fille et blessé vingt-cinq civils.
Toujours pour calmer la contestation, Blaise Compaoré renvoie l'ensemble des gouverneurs des treize régions, ainsi que le directeur de la compagnie cotonnière nationale, la Sofitex. Sur les treize gouverneurs, seuls deux conservent un poste, mais changent de région ; trois des nouveaux gouverneurs sont des femmes (contre une précédemment). Plusieurs autres mesures influant sur le pouvoir d'achat sont prises : les prix des intrants utilisés dans la culture du coton ont baissé, la taxe de développement communal est supprimé, l'impôt sur le revenu baisse, l'avancement des fonctionnaires doit reprendre, les prix des produits alimentaires de base baissent. Enfin, des procès pour corruption ont lieu à Ouagadougou à la mi-juin.
Le 17 juin, deux policiers ont été jugés coupables de la mort d'un étudiant, survenue à Gaoua en juillet 2010 dans des circonstances semblables à celle de Justin Zongo, en février 2011 à Koudougou. Deux personnes avaient été tuées dans les manifestations qui avaient suivi pendant plusieurs jours.
Le 30 juin, l’ancien ministre Ablassé Ouedraogo annonce la formation d’un nouveau parti, le Faso Autrement.

## Nouveautés de ce mouvement
Comme rappelé en introduction, les différents éléments de cette révolte ne sont pas nouveaux au Burkina Faso : meurtre d’un étudiant par la police, manifestations, émeutes, répression, etc. Cependant, des éléments nouveaux se font jour : jamais il n’y avait eu autant de commissariats brûlés ; les étudiants ont ouvert les prisons (à Yako, Ouagadougou et Koupéla) et libèrent les prisonniers. Enfin, bien que certains syndicats participent au mouvement, ils ne l’encadrent pas et ne le contrôlent pas non plus : le mouvement de révolte a eu lieu en l’absence de toute organisation formelle.